# Seyyid Kasim Gubari
Seyyid Kasim Gubari (osmanisch قاسم غباری İA Ḳāsım Ġubārī; † wohl 1625 in Istanbul) war ein aus Diyarbakır stammender osmanischer Kalligraf. Er war verantwortlich für die Ausstattung des Innenraums der Sultan-Ahmed-Moschee in Istanbul mit kalligrafischen Inschriften.
Er starb im Dschumādā l-āchira 1034 (11. März 1625–8. April 1625) und wurde in Eyüp begraben.

## Galerie

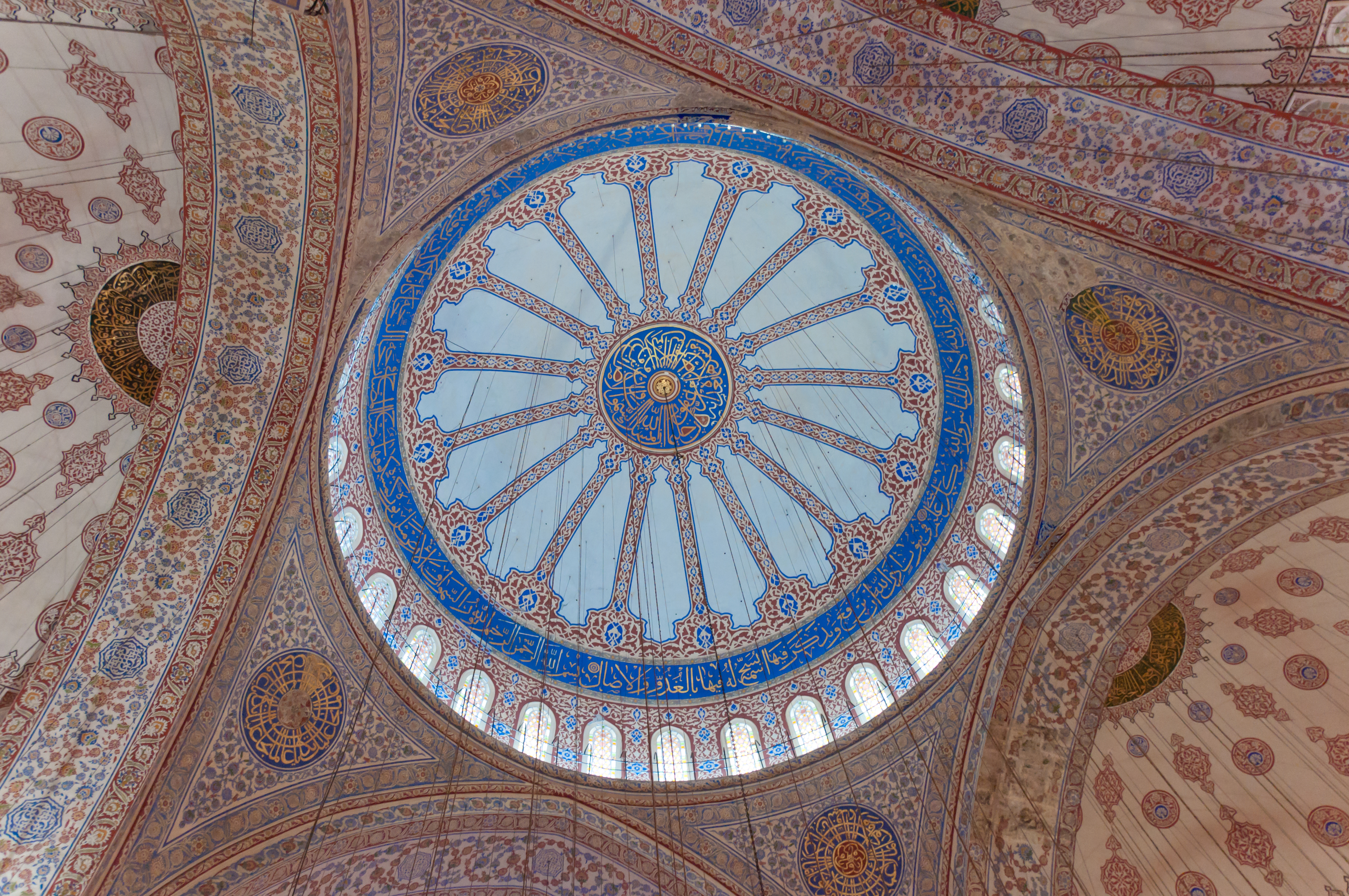
Hauptkuppel mit kalligrafischem Schriftband, Sultan-Ahmed-Moschee, Istanbul
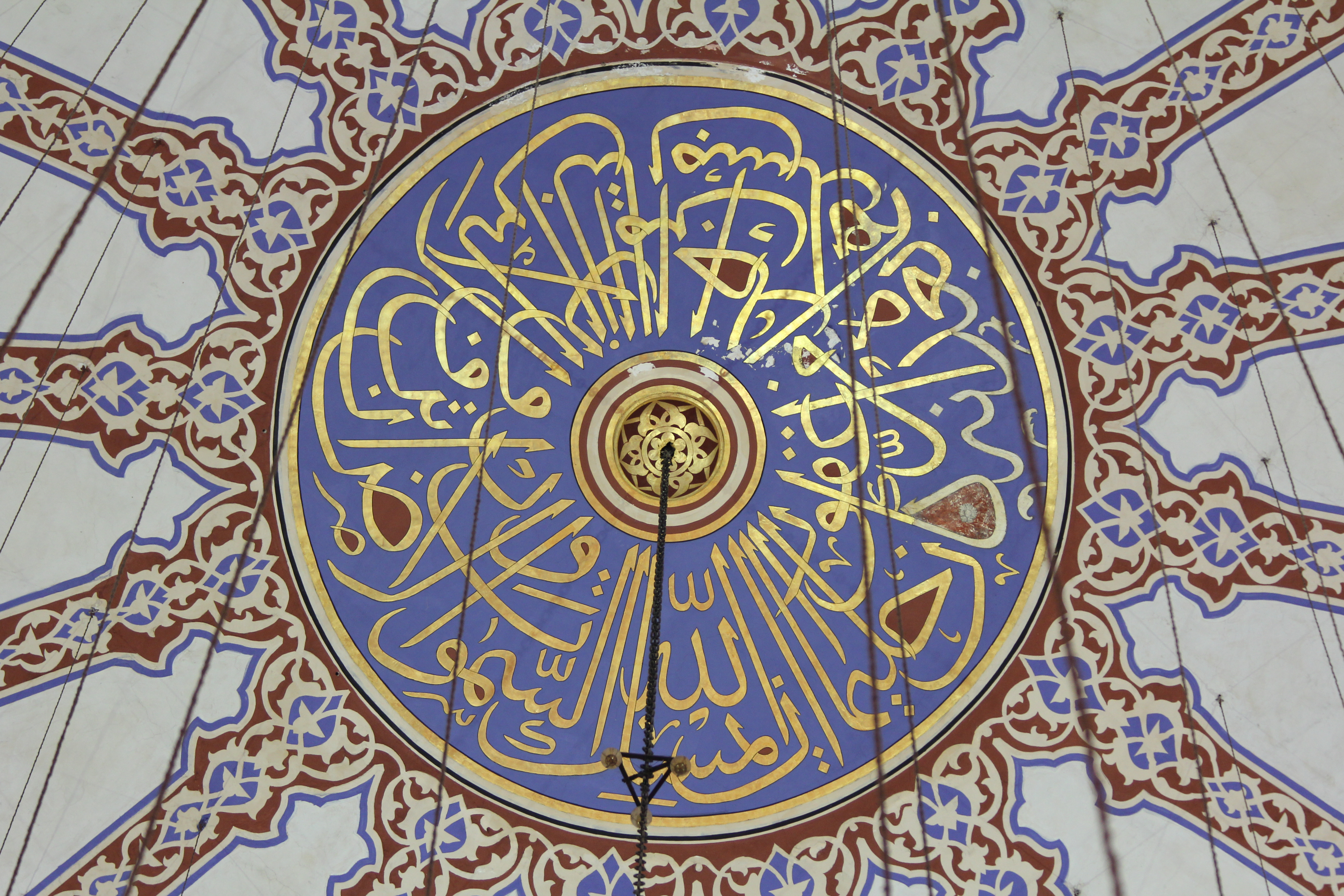
Kalligrafie im Zentrum der Hauptkuppel, Sultan-Ahmed-Moschee, Istanbul